# Шекинский район
Шеки́нский райо́н (азерб. Şəki rayonu) — район на севере Азербайджана. Административный центр — город Шеки, один из самых крупных ремесленных центров республики.
Историческая часть района — город Шеки вместе с Дворцом шекинских ханов — в 2019 году включена в список Всемирного наследия ЮНЕСКО.

## География
Шекинский район расположен на южном склоне Кавказских гор на северо-западе Азербайджана, на высоте 632 м. над уровнем моря. Район богат лесными покровами, водными ресурсами и плодородными почвами.
Климат представлен циклонами и антициклонами. Среднегодовая температура — +12 °С.
Основные реки региона — Айричай, Алиджанчай.

## История
В 1930 году были проведены изменения в территориальном делении Азербайджанской ССР, и был организован Нухинский район.
8 октября 1943 года 1 сельский и 1 поселковый совет Нухинского района были переданы в новый Халданский район. 4 декабря 1956 года к Нухинскому району была присоединена часть территории упразднённого Халданского района.
4 января 1963 года Нухинский район был ликвидирован и передан Варташенскому району. Город Нуха (Шеки) стал самостоятельной административной единицей в составе республики.
В 1965 году был восстановлен Нухинский район. В 1968 году район был переименован в Шекинский.

## Население
Население района составляет около 170 тысяч человек. Подавляющее большинство, более 160 тысяч, составляют азербайджанцы. Также проживают лезгины, рутульцы и другие. Плотность населения составляет 70 человек на 1 км². 

### Генетические исследования в Шекинском районе Азербайджана
В шестидесятых годах XX века советскими генетиками были проведены исследования в Азербайджане. В частности, в Шекинском районе были обследованы 19 азербайджанских сёл, на предмет распределения гена дефицита Г-6-ФД. В ходе них было выявлено различие на генном уровне между жителями этих сёл и населением села Шин, основанного в конце XVIII века переселенцами из Дагестана. В селе Шин за исключением одного человека (мать азербайджанка), у всех остальных полностью отсутствовал ген дефицита Г-6-ФД, который отмечался у жителей окружающих азербайджанских сёл. Подчёркивалось, что «отсутствие гена дефицита Г-6-ФД в некоторых этнических группах, переселившихся в Азербайджан более 200 лет назад, может быть объяснено только очень значительной до самого последнего времени этнической изоляцией, создавшей генный барьер, гораздо более выраженный, чем возникающий под влиянием различных географических причин».

## Административное устройство
В состав Шекинского района входят: 1 город, 32 административно-территориальных округа, 40 муниципалитетов, 2 посёлка (Туран и Чалябихан), 68 сёл. Сёла: Аббас, Айдынбулаг, Алияр, Аран, Ашагы-Гёйнюк, Ашагы-Дашагыл, Ашагы-Кюнгют, Ашагы-Кялдек, Ашагы-Лайски, Ашагы-Шабалыт, Бабаратма, Баккал, Балталы, Баш-Гёйнюк, Баш-Зейзит, Баш-Кюнгют, Баш-Кялдек, Баш-Лайски, Баш-Шабалыт, Бидеиз, Биринджи-Биляджик, Бёюк-Дахна, Боллудере, Варазат, Гайбашы, Гараторпак, Гозлубулаг, Гохмуг, Гудула, Гумух, Гызыларх, Гырхбулаг, Гёйбулаг, Дашбулаг, Дашюз, Дереджаннет, Джаирлы, Джафарабад, Джумакянд, Джунуд, Зунуд, Ибрахимкянд, Икинджи-Биляджик, Инджа, Карадаглы, Кичик-Дахна, Киш, Косалы, Кюдюрлю, Кяхризоба, Кёбер-Зейзид, Кёнделян, Орабан, Орта-Зейзит, Орьет, Охуд, Сарыджа, Сучма, Тепеджаннет, Туран, Фазыл, Чай-Каракоюнлу, Чапаган, Чешмели, Чолаглы, Шеки, Шин, Ширинбулаг, Шихоба, Шорсу.

## Экономика
Действует предприятие по производству сухофруктов. Площадь садового участка предприятия составляет 100 гектаров. Сад включает 55 тысяч фруктовых деревьев.
Действует агропарк «Шеки-Огуз» площадью 11 000 гектар. В агропарке выращиваются орех, миндаль, оливки, зерновые.

## Достопримечательности
На территории Шекинского района имеются памятники истории:
- Крепость Гелярсан-Гёрарсан (VIII—IX века)
- Средневековые бани
- Верхний караван-сарай (XVII век)
- Нижний караван-сарай (XVII век)
- Дворец шекинских ханов (XVIII век)
- Дом Шекихановых (XVIII век)
- Минарет мечети Гилейли (XVIII век)
- Джума-мечеть (XIX век)
- Церковь в селе Киш
- Башня и храм в Орта-Зейзит
- Мавзолей в Бабаратма
- Мост на реке Гурджаначай (XVIII—XIX вв.)